# Muriel Beaumont

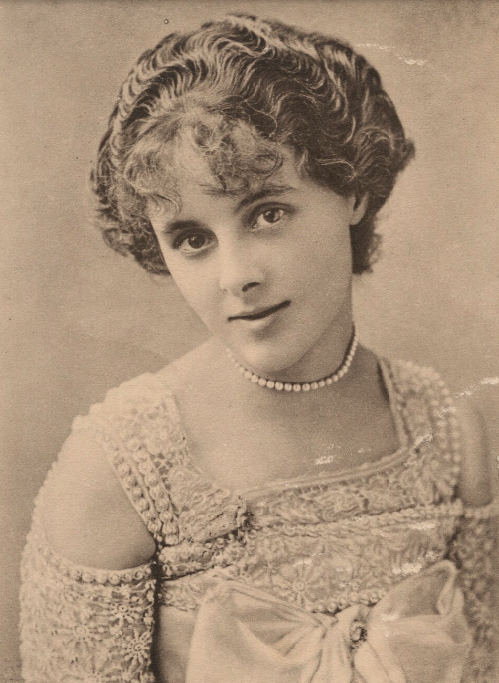
Muriel Beaumont (1900)

Muriel Beaumont, Lady du Maurier (ur. 14 kwietnia 1876, zm. 27 listopada 1957) – angielska aktorka sceniczna, żona aktora Sir Geralda du Maurier'a oraz matka pisarek Angeli du Maurier, Daphne du Maurier, autorki słynnej Rebeki oraz artystki Jeanne du Maurier.
Odeszła ze sceny w 1910 roku.

## Życiorys
Beaumont urodziła się w Sutton, Surrey jako córka adwokata Henry'ego "Harry'ego" Beaumonta oraz Emily Bidwell. Pomimo dezaprobaty ze strony ojca została aktorką. Jej pierwszy występ odbył się w 1898 roku w Haymarket Theatre. W 1902 odegrała rolę Lady Agathy w The Admirable Crichton, w której występował również Gerald du Maurier, jej przyszły mąż. Para wzięła ślub pięć miesięcy później, 11 kwietnia 1903 roku w Kensington.
Po ślubie kontynuowała karierę sceniczną aż do 1910 roku. W 1905 r. zagrała Nerissę w The Merchant of Venice. Wystąpiła także w angielskich tłumaczeniach lekkich komedii francuskich. W 1908 r. zagrała z Weedonem Grossmithem i A.E. Matthewsem w farsie Fredericka Lonsdale'a The Early Worm.
Po wspólnym udziale w The Admirable Crichton Muriel oraz jej mąż nigdy więcej nie grali razem na scenie.

## Życie osobiste i śmierć
Muriel i Gerard du Maurier doczekali się trójki dzieci: Angeli du Maurier (1904–2002), Daphne du Maurier (1907–1989) oraz Jeanne du Maurier (1911–1997).
Muriel zmarła w swoim domu w Liskeard, w Kornwalii w roku 1957, mając 81 lat.